# Diamond Eyes
Diamond Eyes is het zesde studioalbum van de Amerikaanse rockband Deftones. Het album werd op 4 mei 2010 uitgebracht door Warner Bros. Records en Reprise Records. De oorspronkelijke bedoeling van de band was om een album genaamd Eros uit te brengen in 2009. De release van dat album werd echter uitgesteld nadat bassist Chi Cheng in coma raakte na een ernstig auto-ongeluk in november 2008. Hierop besloten de resterende bandleden een nieuw album te maken, dat volgens henzelf beter representeert wie ze op dit moment zijn als mens en muzikant. De vervanger voor Cheng is Sergio Vega, voormalig bassist van Quicksand.

## Tracks
1. "Diamond Eyes" – 3:08
2. "Royal" – 3:32
3. "CMND/CTRL" – 2:25
4. "You've Seen the Butcher" – 3:31
5. "Beauty School" – 4:47
6. "Prince" – 3:36
7. "Rocket Skates" – 4:14
8. "Sextape" – 4:01
9. "Risk" – 3:38
10. "976–EVIL" – 4:32
11. "This Place Is Death" – 3:48[13]

### Bonustracks
1. "Rocket Skates" (M83-remix) – 5:45
2. "Do You Believe" (The Cardigans-cover) – 3:27
3. "Ghosts" (Japan-cover) – 4:28
4. "Caress" (Drive Like Jehu-cover) – 3:33

## Bezetting
Bandleden
- Stephen Carpenter – gitaar
- Abe Cunningham – drums
- Frank Delgado – keyboard, samples
- Chino Moreno – zang, gitaar
- Sergio Vega – basgitaar

Productie
- Nick Raskulinecz – producer